# Ferdinand Lindner

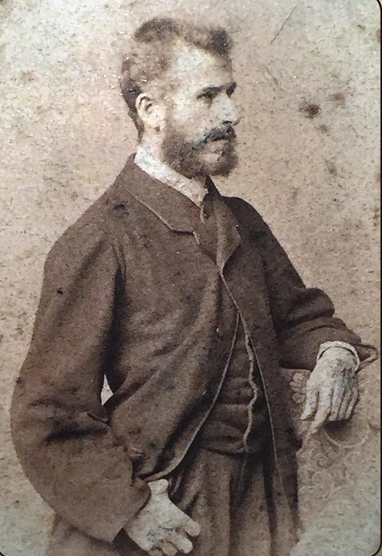
Ferdinand Lindner

Ferdinand Lindner (* 15. Juni 1842 in Dresden; † 6. Mai 1906 in Charlottenburg) war ein deutscher Maler und Illustrator.

## Studium
Am 15. April 1863 immatrikulierte er sich an der Universität Leipzig für Rechtswissenschaft (später für Philosophie). Am nächsten Tag wurde er im Corps Lusatia Leipzig aktiv. Im Sommersemester 1864 war er Sekretär, im folgenden Wintersemester Senior. Als erfolgreicher Fechter auf „links“ und „rechts“ focht er insgesamt 49 Mensuren. 1865 wurde er „wegen Vollziehung eines Duells“ – einer PP-Suite gegen einen Jenenser Thüringer – mit drei Wochen Karzer 1. Grades und halbjährlichem Stipendienentzug bestraft. Während der Haft malte er das bekannte Bild „Der Festzug des Skats“ an die Karzerwand. Mit ihm entdeckte er seine zeichnerische Begabung. Seine Mensurzeichnung „Lindner als Linkser“ ist erhalten. Lindner war ein Vorkämpfer gesamt-corpsstudentischer Hochschulpolitik und Öffentlichkeitsarbeit. Im Karzer entwarf er eine programmatische Kampfschrift. 1865 noch in ein „richtiges“ Duell verwickelt, blieb er klagfrei.

## Werk
Er eignete sich seine künstlerischen Fertigkeiten autodidaktisch an. Sein Hauptschaffen lag im Bereich der Marinemalerei; außerdem malte er Landschaften und illustrierte Bücher und Artikel in Zeitschriften. Er war langjähriger Mitarbeiter der Leipziger Illustrirten Zeitung und fertigte Artikel und Illustrationen für Die Gartenlaube an. Von 1882 bis 1898 war er in Cuxhaven und auf Neuwerk tätig; später lebte er in Charlottenburg.
Lindner illustrierte die Erstausgabe von Karl Mays 1901 veröffentlichtem Werk Und Friede auf Erden. Seine farbigen Bilder wurden jedoch in den Folgeausgaben durch Schwarzweiß-Illustrationen von Wilhelm Roegge ersetzt. Er war außerdem unter anderem Herausgeber und Illustrator von Hans Eisenhart. Ein deutsches Flottenbuch, das ab 1905 in mehreren Auflagen erschien.
Friedrich von Boetticher listet in Malerwerke des 19. Jahrhunderts folgende Ölgemälde von Lindner: Eine wüste Mark, das einen verfallenen Bauernhof während des Dreißigjährigen Krieges in Norddeutschland zum Motiv hat (Dresden ak. KA 89), Westfälischer Heidehof (Sächs. KV 89) und Sommertag in der Kieler Föhrde (Sächs. KV 93). Zu den aufgeführten Zeichnungen gehören unter anderem Der Neuenburger Urwald in Oldenburg, Fackelfeuer (Schiff in Not), Feuerraum im Sturm, Enterdivision und weitere Darstellungen von Seegefechten.

## Publikationen
- mit Georg Martin: Die deutsche Flotte. Zeichenvorlagen: 1. und 2. Mappe. Leipzig 1898.
- mit Graf Hans Bernstorff: Ein deutsches Flottenbuch. Union-Verlag, Stuttgart 1905.

## Zeichnungen

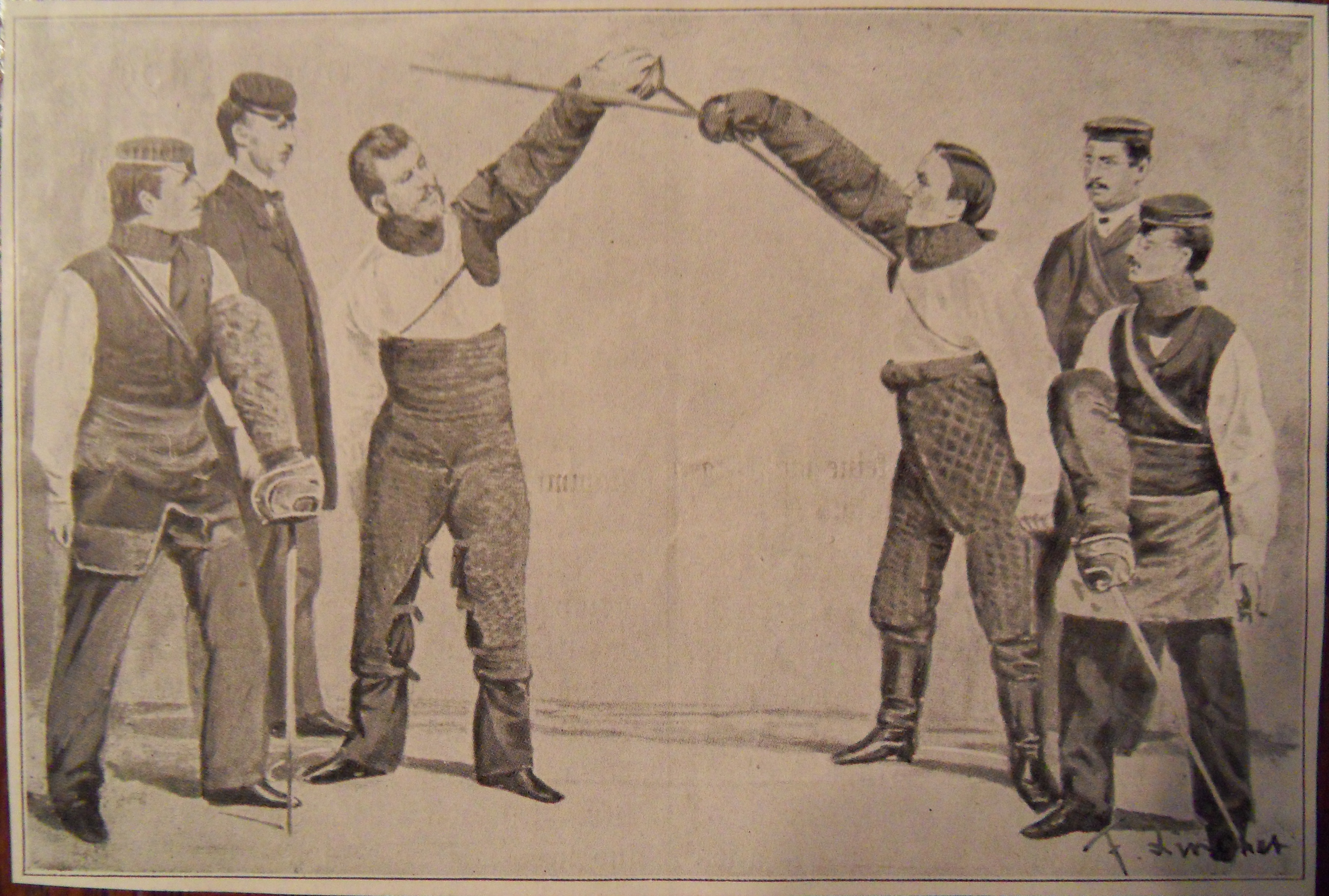
Lindner als Linkser (1864)
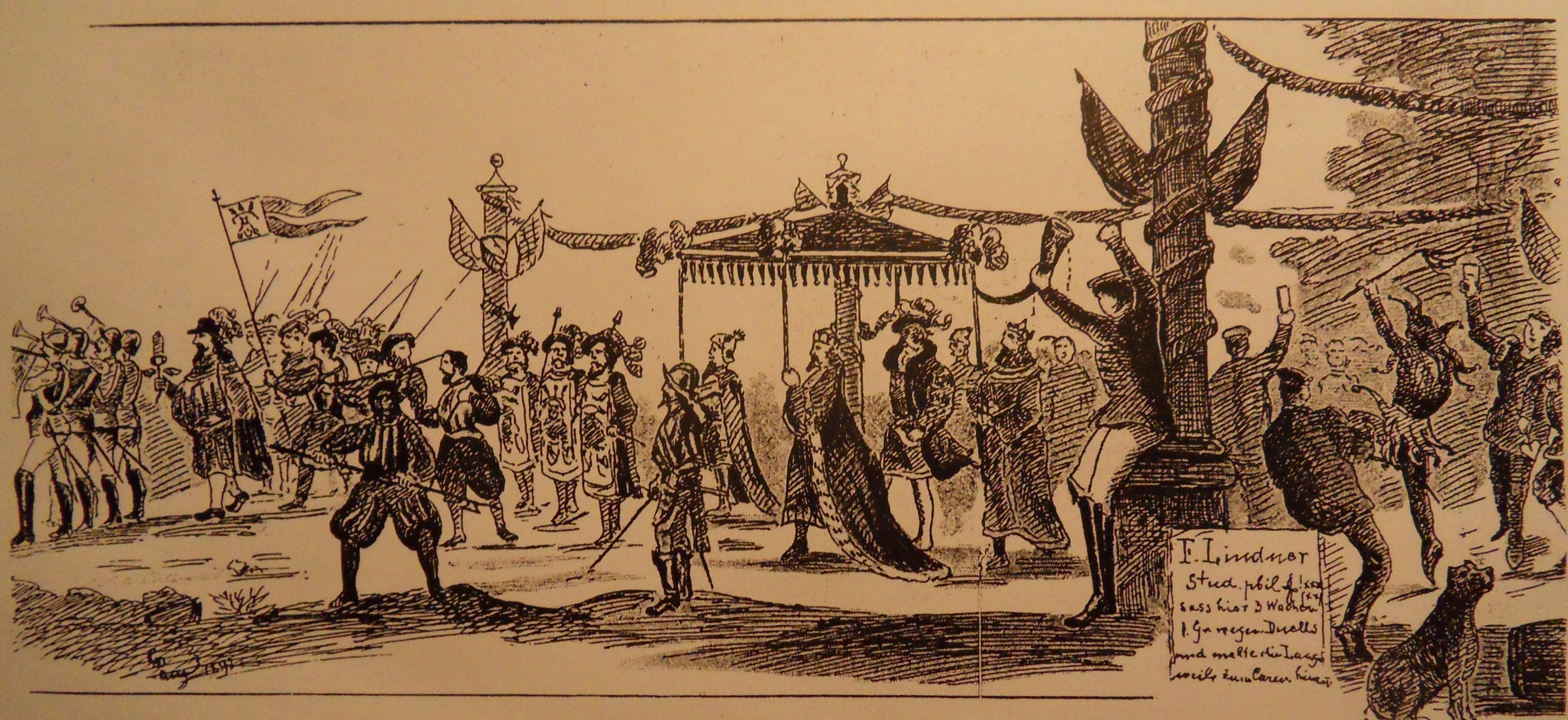
Siegeszug des Skats (1865)
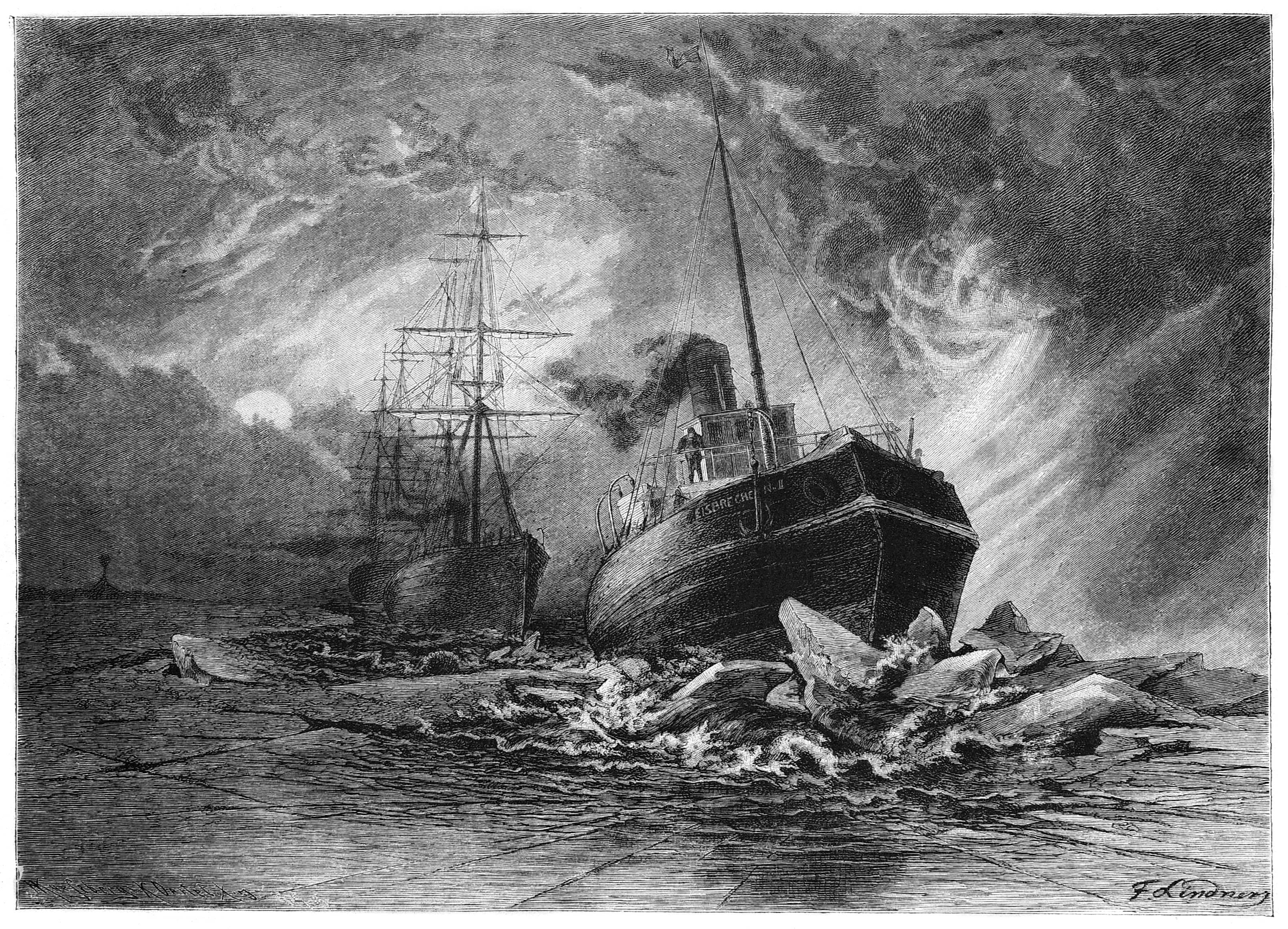
Hamburger Eisbrecher auf der Elbe (1879)
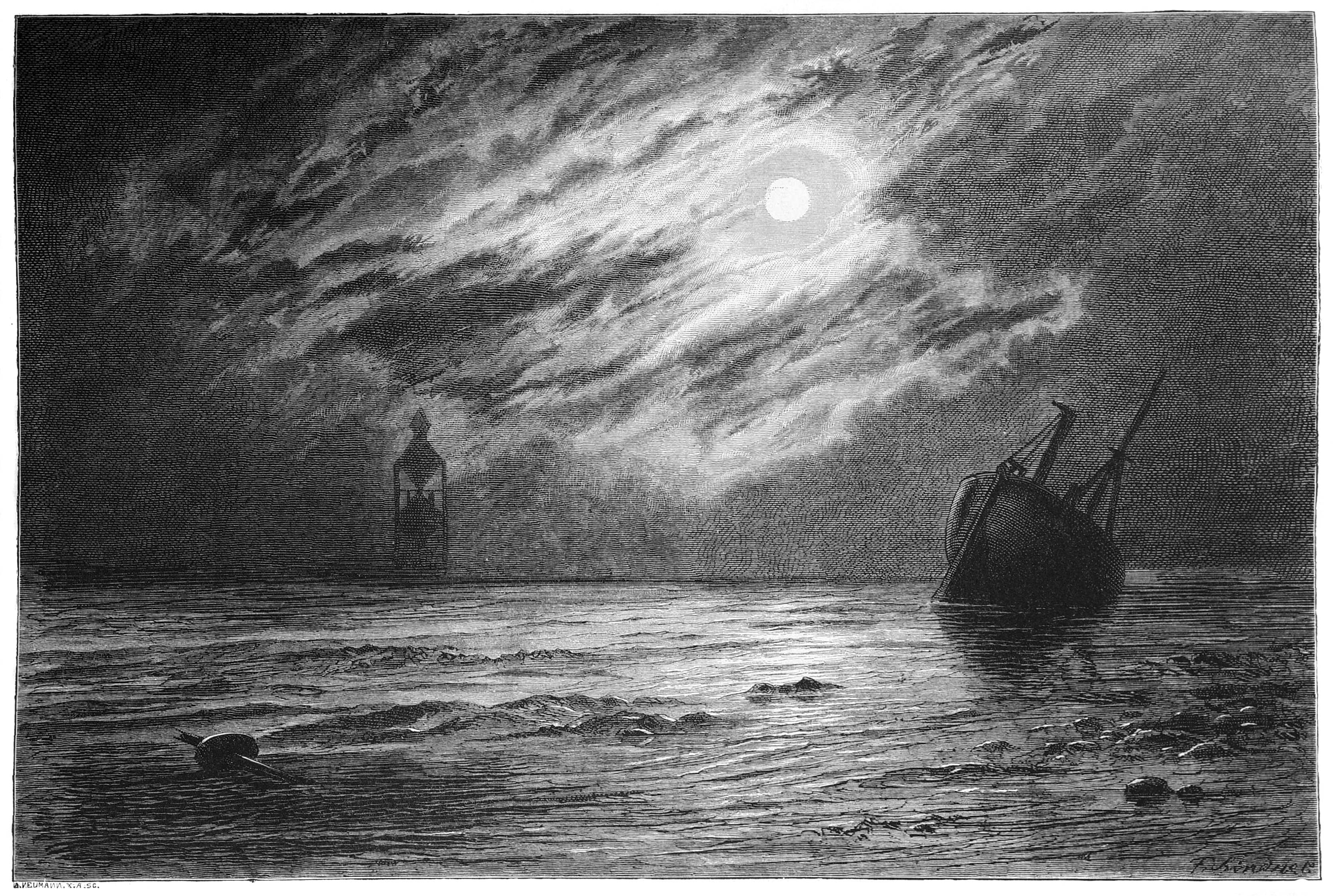
Das Watt bei Scharhörn (1880)